# هینگوروکادووا
هینگوروکادووا (به لاتین: Hingurukaduwa) یک منطقهٔ مسکونی در سری‌لانکا است که در استان یووا واقع شده‌است.